# Jörg Sommer (Schriftsteller)

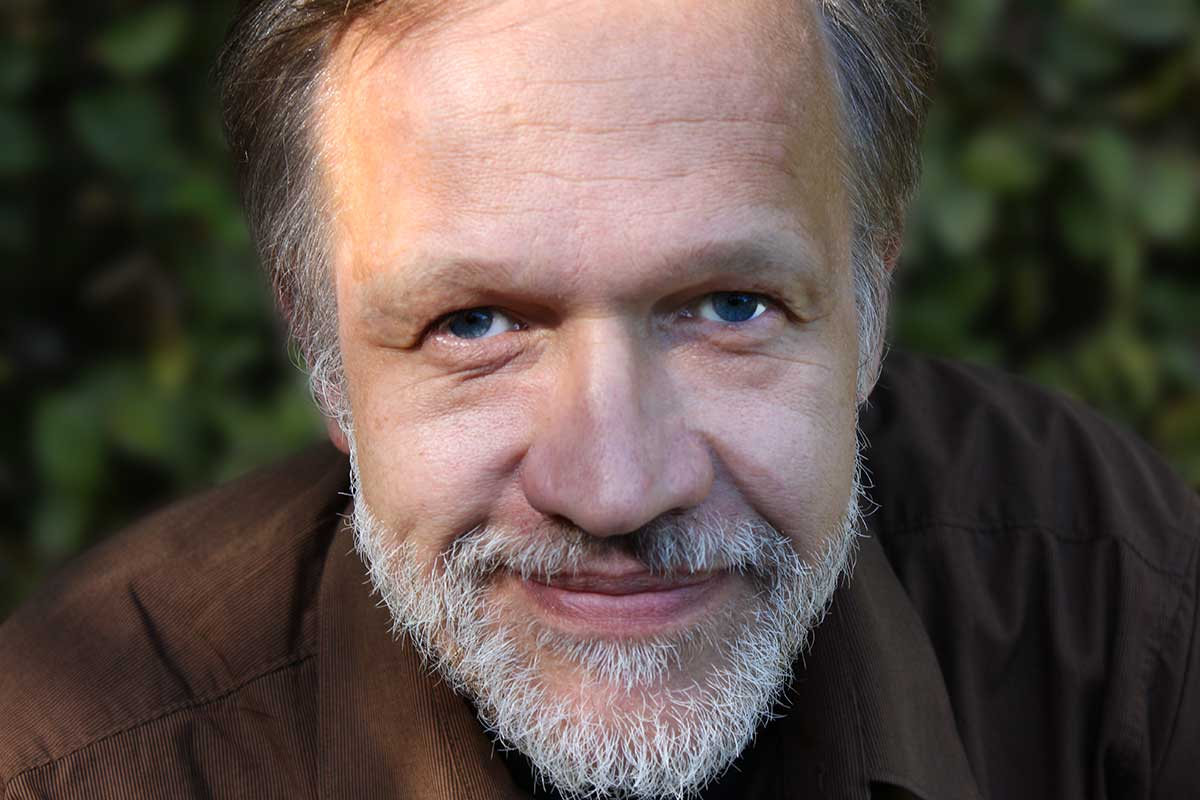
Jörg Sommer (2014)

Jörg Sommer (* 1. August 1963 in Heilbronn, Pseudonym: Nicolas Roth) ist ein deutscher Kinder- und Jugendbuchautor, Demokratieaktivist und Umweltschützer.

## Leben

### Schriftsteller, Herausgeber
Sommer schreibt gemeinsam mit seiner Frau Gerit Kopietz Kinder- und Jugendbücher. Ihr Repertoire reicht von Sachbüchern über Eltern- und Lehrerratgeber bis zu Bilderbüchern. Von Sommer und Kopietz sind 160 Titel erschienen, die in bis zu 29 Sprachen übersetzt wurden. Die Gesamtauflage ihrer Bücher beträgt rund 3.000.000 Exemplare. Einer der Bestseller ist OXMOX OX MOLLOX. Kinder spielen Indianer (1992), welches 21 Auflagen erfuhr und wovon 120.000 Exemplare verkauft wurden. Zusammen mit Gerit Kopietz veröffentlichte er 1998 die interaktive Kinderkrimireihe ZAP für Zehn- bis Zwölfjährige.
Außerdem ist er Sachbuchautor und Herausgeber von Periodika, so u. a. als Herausgeber des Kursbuch Bürgerbeteiligung, als Mitherausgeber des Jahrbuch Ökologie sowie der Zeitschrift movum.
Sommer ist einer der Gründer des ersten deutschsprachigen Kinderbuchautoren-Netzwerkes KIBULI und Mitglied im Verband deutscher Schriftsteller.

### Gesellschaft
Er ist Vorsitzender des Stiftungsrates der Kant-Stiftung. Von 2009 bis 2025 war er Vorstandsvorsitzender der Deutschen Umweltstiftung. Von 2014 bis 2016 war er zudem als Vertreter der gesellschaftlichen Gruppen Mitglied in der Kommission Lagerung hoch radioaktiver Abfallstoffe (Endlagerkommission) gemäß § 3 Standortauswahlgesetz.
Im Jahr 2017 wurde er zum Gründungsdirektor des Berlin Institut für Partizipation berufen, einem überparteilichen ThinkTank, der Elemente politischer Teilhabe über Wahlen hinaus entwickeln soll. Das Institut hat auch die Geschäftsleitung des Netzwerks Allianz Vielfältige Demokratie und befindet sich in Trägerschaft der Deutschen Gesellschaft für Jugend- und Sozialforschung. 2023 wurde Jörg Sommer bei der Gründung des Fachverband Bürgerbeteiligung e. V. zu dessen Vorsitzenden gewählt.
Gemeinsam mit Pierre L. Ibisch plädiert er für einen ökohumanistischen Umgang mit dem globalen Wandel.

„Die kommenden gesellschaftlichen Großkonflikte werden ganz erheblich von ökologischen Faktoren beeinflusst. Dennoch wird die ökologische Frage nicht im Zentrum stehen, da kurz- und mittelfristig soziale Spannungen in den Vordergrund drängen. Wie kann sie dennoch die nötige Berücksichtigung erfahren? Durch eine Weiterentwicklung ökologischen Denkens zu einem radikalen und globalen Ökohumanismus.“

### Familie
Jörg Sommer und seine Frau leben mit ihren vier Kindern in Bad Friedrichshall.

## Ehrungen und Auszeichnungen
- 2014 Verdienstorden des Landes Baden-Württemberg aufgrund seiner Verdienste als Autor und Umweltschützer.
- 2021 Bundesverdienstkreuz am Bande

## Veröffentlichungen

### Bilderbücher
- Das große Buch der Sinne. Annette Betz, 2000
- Fit im Straßenverkehr. Annette Betz, 2000
- Schaf am Wind. Die Piratenwölfe kommen. Baumhaus, 1999
- Häuptling Flinke Pfote. Parabel, 1998

### Kinderbücher
- R.U.D.I – der Held. 160 Seiten, Baumhaus, 2003
- Adventsgeschichten. 64 Seiten, Loewe, 2001
- Jungengeschichten. 64 Seiten, Loewe, 2001
- Mädchengeschichten. 64 Seiten, Loewe, 2001
- Detektivgeschichten. 60 Seiten, Loewe, 2001
- Spukgeschichten. 60 Seiten, Loewe, 2002
- Joschi im Tal der Wölfe. 60 Seiten, Loewe, 2001
- Film ab für Tobi!. 124 Seiten, Loewe, 2000
- Treffpunkt Taschengeld. 60 Seiten, Loewe, 2000
- Katzengeschichten. 60 Seiten, Loewe, 2000
- Achtung, UFO in der Schule! 96 Seiten, Loewe, 1999
- Charly Clever und Doktor Lupe auf Tigerjagd (Band 1). 96 Seiten, Loewe, 2000

### Jugendbücher
- MEGAPARK Band 1: Virus X. 128 Seiten, Omnibus (C. Bertelsmann), 2002
- MEGAPARK Band 2: Der Plan der Reporter. 128 Seiten, Omnibus (C. Bertelsmann), 2002
- MEGAPARK Band 3: Die Japan-Falle. 128 Seiten, Omnibus (C. Bertelsmann), 2002
- Z.A.P. Band 1: Die geheimnisvolle Villa. 128 Seiten, KeRLE, 1998 (und weitere Bände)
- Z.A.P. Band 2: Jagd nach den turbo-skates. 104 Seiten, KeRLE, 1999 (und weitere Bände)
- S.O.S. Teenager! 128 Seiten, Ueberreuter, 2000
- Mira Morgenstern Band 1: Die Feuerteufel. 128 Seiten, Ueberreuter, 1999 (und weitere Bände)
- Cash – Wie du erfolgreich mit Geld umgehst. Jugendsachbuch, 128 Seiten, Ueberreuter, 2000
- Füße vom Tisch – Stil in allen Lebenslagen. Jugendsachbuch, 144 Seiten, Ueberreuter, 2004

### Jugendbücher unter dem Pseudonym Nicolas Roth
- Wale in Gefahr (2005)
- Nacht der Nerze (2005)
- Fohlen in Not (2005)
- Das Solarkomplott (2005)
- Gefahr aus dem Maisfeld (2005)
- Die Mutprobe (2005)
- Der Treck der Tapferen (2005)
- Der Schatz im Carwitzsee (2006)
- Rauchzeichen (2006)